# Goethestraße 23 (Mönchengladbach)

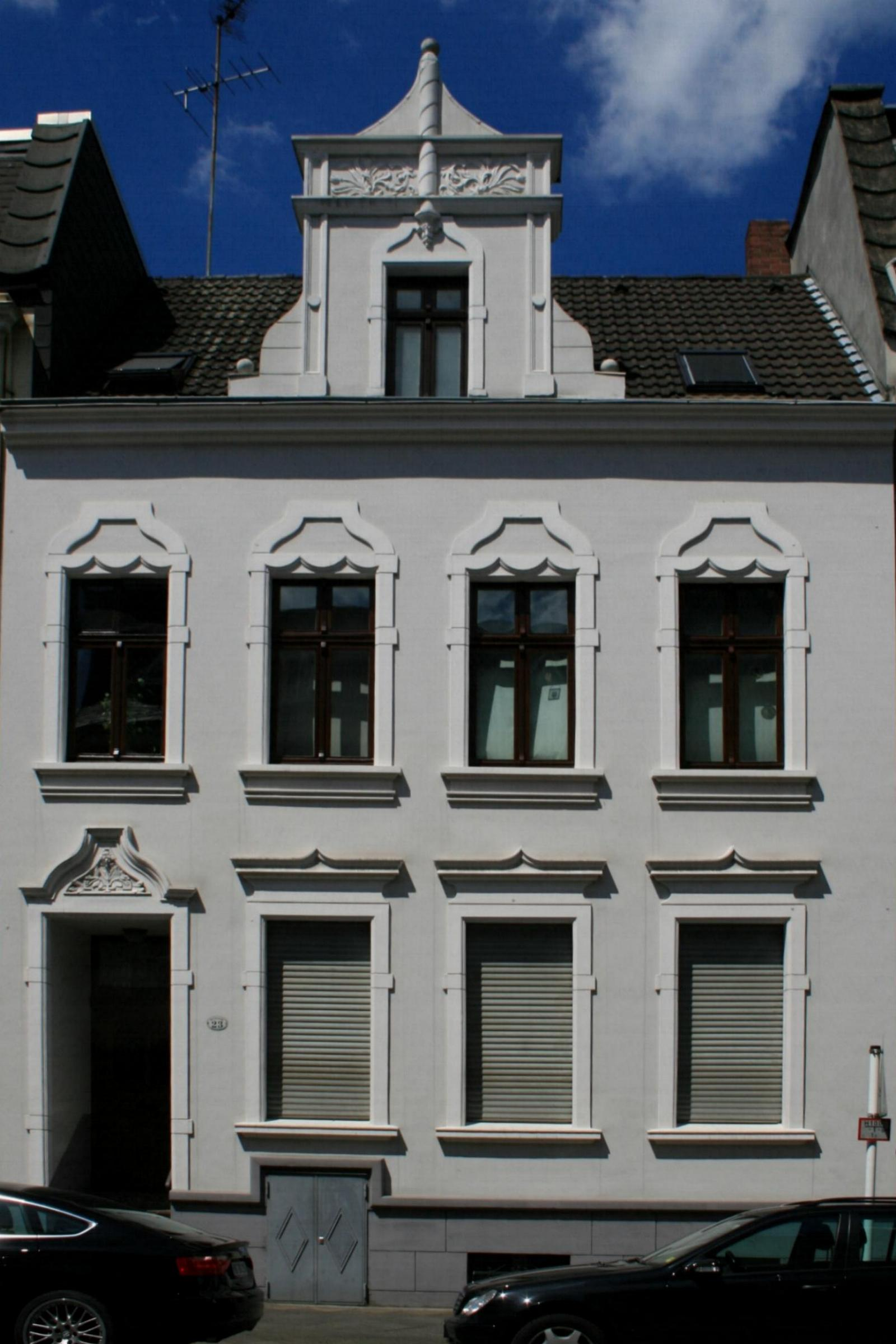
Wohnhaus (2010)

Das Wohnhaus Goethestraße 23 steht in Mönchengladbach (Nordrhein-Westfalen).
Das Gebäude wurde 1904 erbaut. Es ist unter Nr. G 015 am 14. Oktober 1986 in die Denkmalliste der Stadt Mönchengladbach eingetragen worden.

## Lage
Die Goethestraße liegt in der gründerzeitlichen Erweiterung der Stadt Mönchengladbach in Richtung Eicken. Sie gehört mit mehreren anderen Straßen zu einer historischen Bebauung, die sich vielfach unversehrt erhalten hat.

## Architektur
Das Haus Nr. 23 ist ein zweigeschossiger Wohnbau in vier Achsen mit Satteldach.
In Anbetracht seines Standortes, Zustandes und aus stilistischen Erwägungen ist dieses Beispiel eines Hauses mit dezent neogotischen Anklängen als Gebäude mit Denkmalcharakter schützenswert.